# Operazione Spring
L'operazione Spring fu un'operazione condotta dal II Corpo d'Armata canadese durante la battaglia di Normandia, tra il 25 e il 27 luglio 1944. Il piano prevedeva un attacco alle forze tedesche operanti lungo le linee anglo-canadesi, a difesa di Caen, contemporaneamente alle operazioni offensive americane dell'operazione Cobra, nel tentativo di rompere lo stallo creatosi subito dopo l'invasione della Francia settentrionale.
Nello specifico, l'operazione Spring aveva come scopo la cattura della cima Verrièrs e il paese sul versante sud del crinale. Le difese tedesche sulla collina, unite ad una dottrina di contrattacco attuata dai tedeschi, bloccò l'offensiva già al primo giorno, causando pesanti perdite ai canadesi, e impedì la rottura del fronte tedesco lungo il settore anglo-canadese.

## Antefatti
La città di Caen fu catturata il 19 luglio 1944, durante l'operazione Goodwood, dopo sei settimane di "guerra di posizione" in tutta la Normandia. Otto chilometri a sud di Caen, la collina Verrièrs bloccava l'avanzata delle forze alleate verso Falaise. Alcuni tentativi iniziali di prendere il crinale furono fatti durante l'operazione Goodwood ma furono tutti respinti dal I Corpo Panzer-SS, comandato dal generale Dietrich. Solo il 20 luglio il II Corpo canadese, comandato dal generale Simonds, tentò un'operazione similare, chiamata operazione Atlantic. Nonostante l'iniziale successo, i duri contrattacchi delle divisioni Panzer bloccarono l'offensiva, infliggendo 1 349 perdite ai canadesi.
Il 22 luglio 1944, il generale Bernard Law Montgomery, comandante del 21º Gruppo d'Armate britannico, ordinò a Simonds di sfondare definitivamente le linee lungo il crinale Verrièrs, in corrispondenza dell'operazione Cobra.

## Il piano
La prima fase prevedeva che i canadesi si impossessassero di Tilly-la-Campagne in poche ore. La seconda fase prevedeva che la fanteria leggera canadese (Calgary Highlanders) si spostasse da Saint-Martin-de-Fontenay verso May-sur-Orne e la collina Bourguebus, per rendere sicuro il fianco del colle Verrièrs. Nella terza fase, il 3º Battaglione del Reggimento Reale di Scozia (i Black Watch - fanteria britannica) si sarebbe spostato dalla Collina 61 fino a Saint-Martin, da dove avrebbe attaccato la collina Verrièrs con il supporto dei carri e dell'artiglieria. Nella quarta fase, Simonds avrebbe spostato i carri e l'artiglieria per raggiungere l'obiettivo finale a sud del crinale, sfondando le linee tedesche e incrementando la possibilità di uscire dalla regione normanna. Ogni fase dell'operazione richiedeva l'esecuzione in tempi precisi. Se una delle fasi fosse saltata sarebbe stato un completo disastro.

## Forze tedesche
I tedeschi si aspettavano degli attacchi nell'area di Caen così rinforzarono il settore di Verrièrs nei giorni precedenti l'attacco anglo-britannico. Alla fine del 24 luglio 1944, 480 carri, 500 pezzi d'artiglieria da campo e 4 battaglioni di fanteria giunsero sul settore che gli alleati avrebbero attaccato. L'Intelligence alleato decriptò i codici tedeschi (vedi ULTRA) e inviò tali informazioni al QG di Simonds, anche se di preciso non si sa se il generale ricevette realmente questi dati.

## L'offensiva

### Fase I

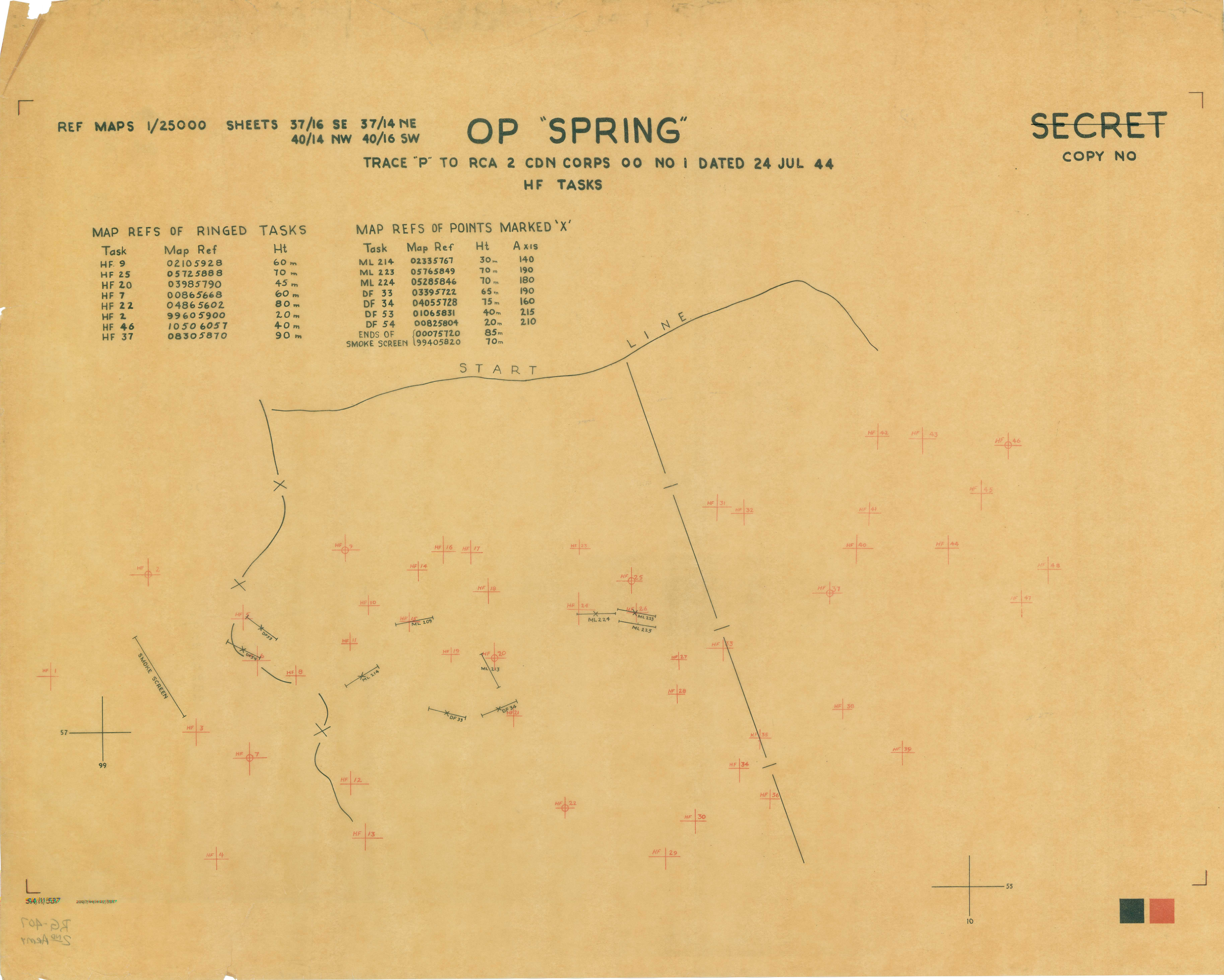
Piano del 24 luglio

Il 25 luglio, alle 03:30, il Reggimento canadese "The North Nova Scotia Highlanders" attaccò Tilly-la-Campagne, conquistandola in appena un'ora. Simonds aveva ideato un sistema di fari i quali riflettevano la luce sulle nuvole e permetteva ai canadesi di identificare le posizioni nemiche. Questo però rendeva i canadesi stessi un bersagli nitido per i difensori tedeschi e li costringeva a duri scontri per guadagnare terreno. Alle 04:30, i fari furono accesi dalle compagnie in avanscoperta, indicando che l'obiettivo era stato preso. Nell'ora successiva il tenente colonnello Charles Petch cominciò a muovere i rinforzi verso il paese per completare il "rastrellamento" delle ultime difese tedesche.
A ovest, la fanteria leggera "The Royal Hamilton" (Reggimento "Wentworth"), nonostante la dura opposizione iniziale tedesca tentò di assicurarsi il Verrièrs alle 05:30. Alle 07:50, il tenente colonnello John Rockingham fece rapporto a Simonds, informandolo che il suo battaglione era trincerato saldamente nell'obiettivo.

### Fase II
Il 25 luglio, gli Highlanders canadesi tentarono l'assalto a May-sur-Orne e alla collina Bourguebus. Sfortunatamente, l'area assegnata per il raggruppamento delle forze, presso Saint-Martin-de-Fontenay era pieno di truppe tedesche. In ogni caso due compagnie di Highlanders riuscirono a bypassare i tedeschi e raggiungere la periferia di May-sur-Orne. I contatti radio con il Comando furono persi ed entrambe le compagnie subirono pesanti perdite. A fine mattinata Saint-Martin fu catturata e i canadesi attaccarono la collina Bourguebus. Durante i due attacchi successivi i canadesi subirono pesanti perdite e gli Highlanders dovettero combattere duramente per tenere May-sur-Orne.

### Fase III
Di tutte le fasi del piano, la terza richiese la maggior precisione nei tempi d'esecuzione. Due tentativi precedenti, uno del Reggimento Essex Scozzese e uno del Reggimento Saskatchewan Sud finirono in disastro. Sfortunatamente per i "Black Watch", le cose andarono male già dall'inizio. Il supporto dei corazzati e dell'artiglieria fu nullo ed essi furono quattro ore in ritardo sulla loro area di raggruppamento. Quando attaccarono finalmente la collina Verrièrs furono al centro del fuoco tedesco da tre direzioni diverse: dall'area a sud di Saint-Martin, dalla cima del colle stesso e dall'altra parte del fiume Orne. In pochi minuti le comunicazioni saltarono e i "Black Watch" persero tutti e quindici i soldati che avevano guidato l'attacco. Questo fu il giorno più sanguinoso per i canadesi dal raid su Dieppe.

## Contrattacchi tedeschi
Per diversi giorni, le forze tedesche, soprattutto la 9ª e la 12ª Divisione Panzer-SS, continuarono spingere via i canadesi dal territorio conquistato durante l'operazione Spring. Gli Highlanders persero May-sur-Orne e il Reggimento Nord Novascotia fu costretto a ritirarsi da Tilly-la-Campagne.
Le forze tedesche contrattaccarono Verrièrs ma furono respinti. Per i due giorni seguenti gli Highlanders combatterono strenuamente per difendere la collina, fermando dozzine di contrattacchi tedeschi. Rockingham fece posizionare le armi anticarro e le mitragliatrici nei punti migliori, bloccando così due divisioni panzer. In questa fase difensiva i canadesi persero 200 uomini.
Ulteriori contrattacchi tedeschi tentarono di far ritirare gli Highlanders e i Black Watch da May-sur-Orne e Saint-Martin, causando pesanti perdite ai canadesi.

## Conseguenze
A metà luglio le forze tedesche credevano che l'offensiva di Simonds sarebbe stato il principale tentativo alleato di uscire dalla Normandia. Per questo motivo, le forze d'élite delle Waffen-SS furono concentrate nel settore di Caen. Nel frattempo, quando fu lanciata l'operazione Cobra, l'Alto Comando tedesco comprese che, in realtà, l'offensiva principale era proprio quest'ultima e ordinò così di mobilitare le truppe verso ovest. Quando in agosto venne lanciata l'operazione Totalize, gli obiettivi prefissati furono conquistati con relativa facilità. Gli storici ufficiali dell'esercito canadese si riferiscono all'operazione Spring come un "attacco di contenimento" infatti ebbe inizio come un attacco offensivo ma divenne ben presto un tentativo di tenere occupate le truppe tedesche mentre gli americani agivano a ovest.